# 无凸轮轴

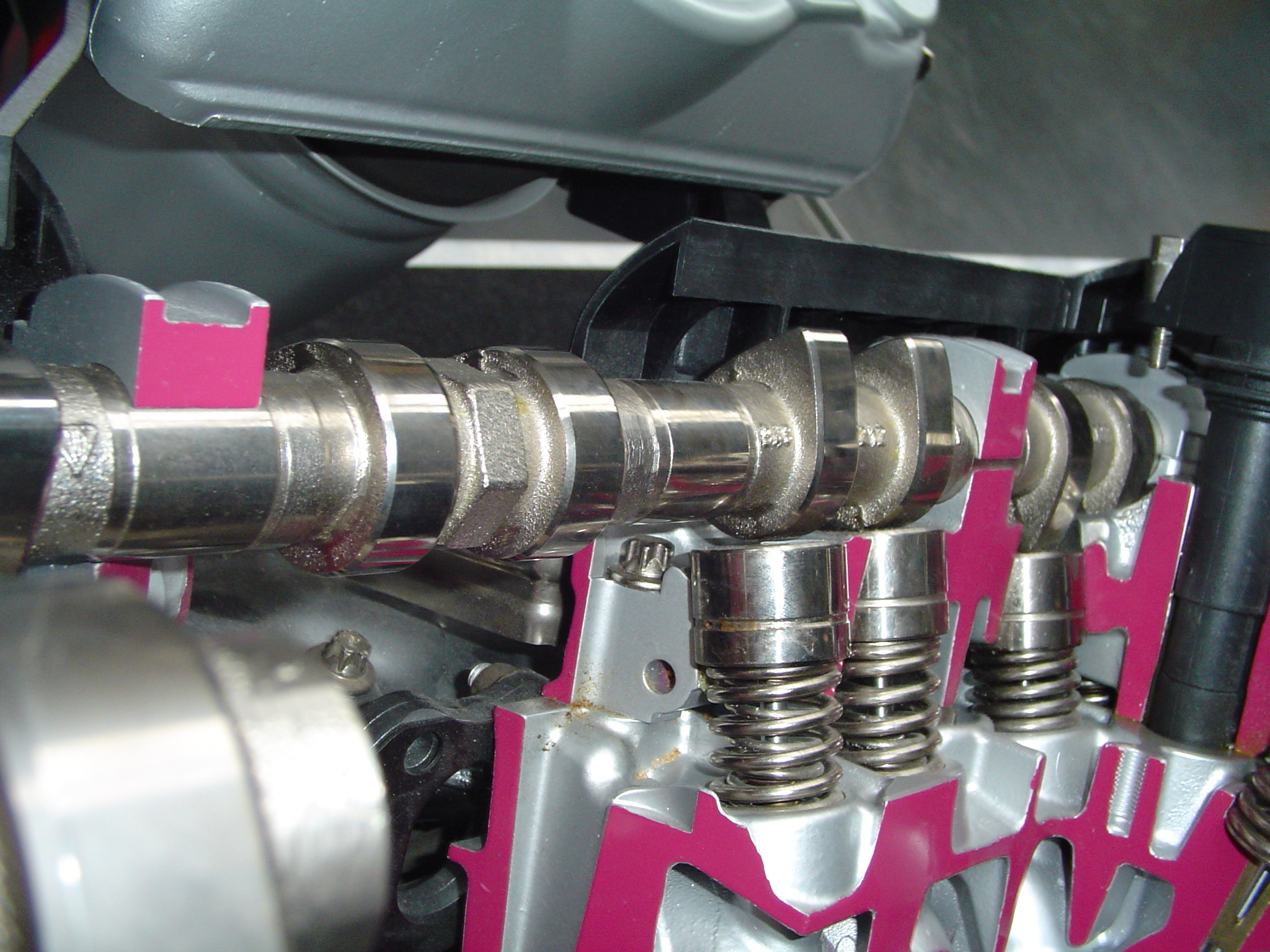
一种无凸轮轴

目前大部分的往复式发动机使用凸轮轴来驱动提升阀。而无凸轮轴设计的发动机使用电磁，液压，或启动构建来驱动提升阀.
无凸轮轴设计的发动机在某些方面可以提高进气量的控制水平，更好的利用燃料，改善经济性，提高性能。而目前无凸轮轴的设计还有造价高等因素影响其使用。